# Qoros 3
De Qoros 3 is het eerste model van het Chinese automerk Qoros. Het is een middenklasser en werd voor het eerst gepresenteerd op het Autosalon van Genève in 2013.  De auto is enkel als sedan leverbaar. De Qoros 3 werd in eerste instantie ontwikkeld voor links gestuurde markten. 